# سامر آلتیس
سامر آلتیس (انگلیسی: Summer Altice؛ زادهٔ ۲۳ دسامبر ۱۹۷۹) یک مانکن و هنرپیشه اهل ایالات متحده آمریکا است.
او دانش‌آموختهٔ دانشگاه ایالتی سن دییگو است و عضو تیم والیبال آن بود.
تصویر وی تا کنون بر جلدِ مجلات مُد گوناگونی از جمله جی‌کیو و ماکسیم چاپ شده‌است و مجلهٔ پلی‌بوی، در اوت ۲۰۰۰ میلادی، او را به عنوان «پلی‌میت ماه» برگزید.
از فیلم‌ها یا مجموعه‌های تلویزیونی که وی در آن‌ها نقش داشته‌است می‌توان به پادشاه عقرب، بوسه شانگهای واستخراج اشاره نمود.